# Requiem for the Indifferent
Albums de Epica
Design Your Universe
(2009) Retrospect
(2013)
Singles
1. Storm the Sorrow
Sortie : 3 février 2012

Requiem for the Indifferent est le cinquième album du groupe de metal symphonique néerlandais Epica, publié le 9 mars 2012 chez Nuclear Blast. Il est intéressant de noter que sur "Serenade of Self-Destruction" (la dernière chanson de l'album), il manque quelques parties de chant. D'une certaine manière, la version instrumentale s'est retrouvée sur le Master de l'album complet et cela n'a pas été remarqué avant la réalisation finale. Pour obtenir toutes les chansons dans leur forme complète et profiter du nouvel album entièrement, 'Nuclear' Blast a publié la version numérique de "Serenade of Self-Destruction" en téléchargement gratuit. Vous pouvez l'obtenir *ici*. En voyant ça du bon côté, tous ceux qui ont déjà le CD actuellement ont une version unique du premier pressage, qui pourrait devenir un objet collector. 

## Composition du groupe
- Simone Simons - chants
- Mark Jansen - guitare, chœurs
- Isaac Delahaye - guitare
- Coen Janssen - claviers
- Yves Huts - basse
- Ariën van Weesenbeek - batterie

## Membres passés
- Yves Huts - Basse
- Ad Sluijter - Guitare
- Jeroen Simons - Batterie

## Liste des titres
| No  | Titre                        | Paroles                    | Musique                                     | Durée |
| --- | ---------------------------- | -------------------------- | ------------------------------------------- | ----- |
| 1.  | Karma                        | Mark Jansen                | Mark Jansen, Simone Simons, Coen Janssen    | 1:32  |
| 2.  | Monopoly on Truth            | Mark Jansen, Simone Simons | Mark Jansen, Simone Simons, Isaac Delahaye  | 7:11  |
| 3.  | Storm the Sorrow             | Simone Simons              | Simone Simons, Coen Janssen                 | 5:10  |
| 4.  | Delirium                     | Simone Simons              | Simone Simons, Coen Janssen, Isaac Delahaye | 6:07  |
| 5.  | Internal Warfare             | Simone Simons              | Mark Jansen, Coen Janssen, Isaac Delahaye   | 5:12  |
| 6.  | Requiem for the Indifferent  | Mark Jansen                | Mark Jansen, Isaac Delahaye                 | 8:34  |
| 7.  | Anima                        | Mark Jansen                | Mark Jansen                                 | 1:24  |
| 8.  | Guilty Demeanor              | Mark Jansen                | Mark Jansen                                 | 3:22  |
| 9.  | Deep Water Horizon           | Simone Simons              | Mark Jansen, Coen Janssen, Isaac Delahaye   | 6:32  |
| 10. | Stay the Course              | Mark Jansen                | Mark Jansen, Coen Janssen, Simone Simons    | 4:25  |
| 11. | Deter the Tyrant             | Mark Jansen                | Mark Jansen, Isaac Delahaye                 | 6:37  |
| 12. | Avalanche                    | Simone Simons              | Mark Jansen, Coen Janssen, Simone Simons    | 6:52  |
| 13. | Serenade of Self-Destruction | Simone Simons              | Mark Jansen, Coen Janssen, Isaac Delahaye   | 9:52  |

### Titres bonus
| No  | Titre                              | Paroles     | Musique                     | Durée |
| --- | ---------------------------------- | ----------- | --------------------------- | ----- |
| 14. | Twin Flames (Bonus Europe)         | Mark Jansen | Mark Jansen                 | 3:26  |
| 15. | Nostalgia (Bonus Amérique du Nord) | Mark Jansen | Mark Jansen                 | 5:02  |
| 16. | Twin Flames (Bonus iTunes)         | Mark Jansen | Mark Jansen                 | 4:47  |
| 17. | Deter the Tyrant (Grunt Version)   | Mark Jansen | Mark Jansen, Isaac Delahaye | 6:37  |